# Полабские славяне
Пола́бы, пола́бские славя́не (н.-луж. Połobske Słowjany, пол. Słowianie połabscy, кашуб. Pòłabsczi Słowiónie) — историографический термин, принятый для обозначения большой группы западнославянских племён, населявших приблизительно с конца V века н.э. до середины XIII века обширную территории от устья реки Лабы (Эльбы) и её притока реки Салы (Зале) на Западе, до реки Одры (Водры, Одера) на востоке, от Рудных гор на юге и до Балтийского моря на севере. Говорили на ныне вымершем полабском языке.
Таким образом, земли полабских славян охватывали восток, север и северо-запад современной Германии (ФРГ), что составляет не менее трети её территории. Полабские славяне образовывали три племенных союза: лужичане (сербы, лужичане) на юге, лютичи (вильцы, велеты) в центральных областях и ободриты (бодричи) на северо-западе. Родственными им также являлись племена поморян, проживавшие по южному побережью Балтийского моря, примерно от устья Одры до устья Вислы, до реки Нотечи на юге. Немцы вплоть до XIX века называли славян вендами. В скандинавских сагах земля полабских славян носит название Виндланда.

## История полабских, или прибалтийских, славян
Различные местные условия наложили своеобразный отпечаток на историю ободритов, лютичей и лужичан: так, например, ободриты (бодричи) благодаря соседству с франками поначалу часто действовали заодно с последними, поддерживавшими ободритских князей в их стремлении к усилению власти. У лютичей наоборот, княжеская власть была отменена, и господство перешло в руки аристократии. Лужичане, соседствовавшие с чехами, долгое время разделяли общую с ними историю.
Согласно «Баварскому географу» середины IX века, племенные союзы лютичей (вильцев) и ободритов состояли каждый из четырёх союзных племён. Четырьмя коренными племенами вильцев были: хижане (нем. kessiner), черезпеняне (нем. zirzipanen), доленчане (нем. tollenser) и ратари (лат. redarii); в ободритский союз входили собственно бодричи, вагры (нем. vagri), полабы (лат. polabi) и варны (нем. warnower).
Начиная с IX или даже VIII века жизнь полабских славян протекала в упорной борьбе с постоянными попытками немецкого вторжения. Впервые попытку их завоевания предпринял Карл Великий. Поначалу, когда ещё не все соседние полабским славянам германские племена были покорены и христианизированы, зачастую они действовали заодно со славянами. Например, войско, отправленное Карлом Великим на завоевание сорбов (лужицких сербов) было уничтожено саксами, которые в то время, подобно славянам, держались язычества и боролись против христианизации и присоединения к империи Карла. С другой стороны, во время правления у франков Карла Великого ободриты воевали на его стороне против лютичей и саксов. В 844 году неудачную попытку покорить ободритов предпринял Людовик II Немецкий.
X—XIII века характеризуются частыми и кровопролитными войнами между полабскими славянами и наступающими немцами и датчанами. Эти войны сопровождаются попытками христианизации славян. В ходе этих войн те или иные земли полабских славян на некоторое время подпадают под власть немцев, затем славяне освобождаются от них и существуют независимо какое-то время, затем всё повторяется снова. Зачастую славяне переходят в контрнаступление. В это время в немецких летописях зафиксированы частые ответные походы славян на земли немцев, в ходе которых они разоряют немецкие поселения, жгут города и монастыри, грабят и убивают жителей, уводят пленных. Тем не менее, захватнические войны восточно-франкского короля Генриха I Птицелова и императора Оттона I Великого после 929 года привели, в конце концов, к включению в состав немецкого феодального государства славянских земель вплоть до Одера.
В 965/966 году арабоязычный еврей-путешественник из Тортосы Ибрагим ибн Якуб, отправленный ко двору германского императора Оттона I в Магдебург, посетил также резиденцию князя бодричей Накона в Велиграде (Wiligrad), а также, возможно, крепость Зверин (Zwerin), на месте современного Шверина, оставив описание славянских городов и земель, сохранившееся в составе сочинения географа XI века аль-Бакри «Книга путей и государств».
Покорение бодричей и лютичей после победы над ними Оттона I в битве при Раксе (955) сопровождалось насильственной их христианизацией, вызывавшей стойкое сопротивление со стороны славянской знати и жречества. В 983 году началось ответное Славянское восстание под предводительством князя Мстивоя, заручившегося поддержкой датского конунга Харальда Синезубого. Непосредственным толчком к восстанию стало известие о разгроме войска императора Оттона II сарацинами при Кротоне в Калабрии летом 982 года. Разрушено было немало католических храмов, захвачены епископские резиденции в Бранденбурге и Хафельберге, разгромлен монастырь в Кальбе, разорён Гамбург и осаждён Магдебург. К востоку от Эльбы, по меткому выражению германского хрониста, «не осталось и следа христианства», а повсюду восстановлено было «бесовское богослужение».
Лишь в 995 году Оттону III удалось восстановить свою власть на части славянских земель, захватив Велиград, переименованный в Мекленбург (Michelenburg). Но крепость стодорян (из племенного союза лютичей) Бранибор на месте современного Бранденбурга, захваченную королём Генрихом I Птицеловом ещё в 929 году, графу Удо III фон Штаде удалось окончательно отбить только в 1101 году.
В 1043 году при князе Готшалке из династии Наконидов, также воспользовавшегося поддержкой датчан Свена Эстридсена, образовалась Вендская держава, занимавшая побережье Балтийского моря между устьями рек Одра и Эльба, включавшая в себя племенные союзы бодричей, лютичей и поморян и просуществовавшая до 1129 года.
В августе 1135 года полабские славяне (венды) под предводительством Ратибора («Реттибура»; древнеисл. Rettiburr), совершили опустошительный набег на норвежский город Конунгахеллу (истор. провинция Бохуслен, совр. лен Вестра-Гёталанд). Согласно «Саге о Магнусе Слепом и Харальде Гилли», у захватчиков было «пять с половиной сотен вендских шнек, и на каждой шнеке было сорок четыре человека и две лошади». Город был сожжён, а крепость захвачена после упорной осады, немало жителей попало в плен, а само торговое поселение вскоре пришло в упадок и так и не возродилось.
В 1147 году последнему независимому князю Ободритской державы Никлоту удалось отразить совместный крестовый поход немецких и датских феодалов, но в 1160 году он погиб в сражении с объединённой армией саксонского герцога Генриха Льва и короля Дании Вальдемара I Великого. Сыновья Никлота Прибыслав и Вартислав пытались продолжать сопротивление, но после пленения и казни Вартислава его брат Прибыслав вынужден был креститься и признать себя вассалом саксонских герцогов, став основателем Мекленбургского дома.
Дания долгое время, до короля Вальдемара I, платила дань городу Арконе — столице племени руян, входившего в состав союза ободритов. Но в 1168 году король Вальдемар I Великий, вдохновлённый епископом Абсалоном, захватил и уничтожил Аркону. По некоторым сведениям, Вальдемар по матери был правнуком Владимира Мономаха, в честь которого и получил своё имя.
Легендарная традиция упоминает крупный торговый центр балтийских славян Винета (нем. Jumneta, дат.  Jumne), уничтоженный датчанами в 1159 году, большинством археологов отождествляемый с современным Волином.
Приблизительно к XII—XIII векам все славянские земли Полабья вливаются в те или иные государственные немецкие образования в составе Священной Римской империи и принимают христианство по римскому образцу. После этого начинается постепенный процесс онемечивания местного населения, который продлился несколько веков осуществляемого посредством притока на земли полабских славян немецких переселенцев, благодаря законодательному укоренению немецкого языка, присвоению славянам немецких фамилий, межэтническим бракам, влиянию церкви и так далее.
Внутренняя политика полабских славян характеризовалась частыми взаимными распрями, в какой-то степени разжигаемыми и инициируемыми немцами, отсутствием постоянной, долговременной координации и организации.
Единственной частью современного немецкого населения, которая всё ещё сохранила свой славянский язык и культуру являются лужичане.
В современной Германии присутствует большое количество славянских топонимов. Также от полабских славян сохранилось множество славянских фамилий. К примеру, славянскими по происхождению являются многие немецкие фамилии, оканчивающиеся на «-ow» («-ов»), например Буссов, Бюлов, Вирхов, Геншов, Грабов, Канцов, Карпцов, Модров, Прохнов, Ренинов, Реннов, Репков, Руссов, Тресков и др.

## История изучения
Систематическое изучение археологических памятников полабских славян стало возможным лишь после Второй мировой войны, на волне денацификации Германии, причём преимущественно исследователями из ГДР. Так, известный археолог Эвальд Шульдт, директор доисторического отделения Шверинского Земельного исторического музея, совместно с профессором Вильгельмом Унверцагтом из Немецкой Академии Наук в Восточном Берлине, исследовали в 1950—1953 годах остатки ободритских поселений в окрестностях города Шверина (слав. Зверин), крепостной вал на острове в озере Teterower, в 1959 году — замок Липень (Liepen), близ города Росток, в 1956—1961 годах — замки-поселения близ городка Любхин (Lübchin), в 1962 году — замок близ Сукова (Sukow), в 1963—1965 годах — валы замков близ деревень Nieköhr и Валькен (Walken), в окрестностях города Тетеров (Teterow) в районе Гюстров.
В 1969—1971 годах началось планомерное археологическое исследование культового центра руян Аркона на острове Рюген, позволившее выявить культурные слои начиная с IX века.
В 1970—1990-е годы археологами были тщательно исследованы и частично реконструированы славянские центры Славенбург (Slawenburg), расположенный у села Раддуш (Raddusch) в Дольной Лужице (Niederlausitz), Бранденбург, близ города Фридрихсруэ в районе Пархим, крепость и культовый центр Гросс-Раден (Gross Raden) под Шверином (земля Мекленбург-Передняя Померания) и пр. Раскопки в Гросс-Радене позволили получить определённое представление о западнославянском храмовом зодчестве X—XII веках.
В 1987 году правительством земли Мекленбург-Передняя Померания на месте раскопанной крепости Радоним (нем. Groß Raden, Гросс-Раден) было начато строительство музея древнеславянской архитектуры (нем. Archäologisches Freilichtmuseum Groß Raden). На территории музея, согласно материалам археологических раскопок славянского поселения IX—X вв., были детально воссозданы крепостные укрепления, языческий храм и жилой посад.

## Описание полабских славян, оставленные современниками
- Титмар Мерзебургский (ранее 1018 года), «Хроника»:

Есть на земле ратарей некий город, по имени Радигощ, он треугольной формы и имеет трое врат, со всех сторон его окружает большой лес, неприкосновенный и священный в глазах местных жителей. Двое ворот города открыты для всех приходящих; третьи, самые малые, обращены на восток, ведут к морю, лежащему поблизости и на вид ужасному. У этих ворот не стоит ничего, кроме искусно построенного из дерева храма, в котором опорные столпы заменены рогами различных зверей. Стены его извне, как всякий может видеть, украшены чудесной резьбой, изображающей различных богов и богинь, а внутри стоят идолы богов ручной работы, страшные на вид, в полном вооружении, в шлемах и латах, на каждом вырезано его имя. Главный из них, которого особенно уважают и почитают все язычники, называется Сварожич.
- Географ Адам Бременский (ок. 1066 г.), «Деяния священников Гамбургской церкви»:

Славяния в десять раз больше нашей Саксонии, если причислять к ней чехов и живущих по ту сторону Одры поляков, которые не отличаются от жителей Славянии ни своей внешностью, ни языком…. Славянских народов существует много. Среди них наиболее западные вагры, живущие на границе с трансальбингами. Их город, лежащий у моря Алдинбург (Старград). Затем следуют ободриты, которых теперь называют ререгами, а их город Магнополис (Велеград). К востоку от нас (от Гамбурга) живут полабинги (полабы), город которых называется Рацисбургом. За ними лингоны (глиняне) и варабы. Далее следуют хижане и черезпеняне, которые отделяются от долечан и ратарей рекой Пеной и городом Дымином. Там предел Гамбургской епархии. Хижане и черезпеняне живут к северу от реки Пены, доленчане и ратари — к югу. Эти четыре народа по причине храбрости называются вильцами или лютичами. Есть ещё и другие славянские племена, которые живут между Лабой и Одрой… из всех них самыми могущественными являются ратари, живущие в центре… Их город — всемирно известная Ретра (Радигост, Радигощ) — седалище идолослужения, там построен огромный храм в честь демонов, главный из которых Радигост. Изображение его сделано из золота, ложе из пурпура. Самый город имеет девять ворот и окружён со всех сторон глубоким озером, через которое для перехода построен бревенчатый мост, но через него разрешается переходить только идущим ради жертвоприношения или вопрошения оракула… Говорят, что от Гамбурга до Храма четыре дня пути.
- Гельмольд фон Бозау (вторая пол. XII века), «Славянская хроника», в частности, сообщает:

…Суть иные вендов роды, между Эльба и Одер реками живут и далеко к полудню простираются, как и гурули, гевельды, сущие при Гибале реке и Доксе, левбузы, ивилины, сторреланы с иными. К западной же стороне провинция винулов, которыми ленчане и редари именуются. Город их славный Ретра, там капище великое и главный бог их — Радегаст…
…Их четыре племени и они называются лютичами, или вильцами; из них хижане и черезпеняне, как известно, обитают по ту сторону Пены, ратари же и долечане желали господствовать вследствие того, что у них имеется древнейший город и знаменитейший храм, в котором выставлен идол Радегаста, и они только себе приписывают единственное право на первенство потому, что все славянские народы часто их посещают ради получения ответов и ежегодных жертвоприношений…
- Гельмольд фон Бозау (XII в.) также описывает, что когда на пиру славяне чествовали злого бога Чернобога, то при обносе гостей чашею каждый произносил проклятия, а не слова благословения:

Удивительное суеверие славян, ибо они на своих празднествах и пирах обносят круговую чашу, возглашая над нею слова — не скажу благословения, но проклятия, во имя богов доброго и злого, так как ожидают от доброго бога счастливой доли, а от злого — несчастливой.
- Саксон Грамматик (нач. XIII в.) пишет:

Город Аркона лежит на вершине высокой скалы; с севера, востока и юга ограждён природной защитой… с западной стороны защищает его высокая насыпь в 50 локтей… Посреди города лежит открытая площадь, на которой возвышается деревянный храм, прекрасной работы, но почтённый не столько по великолепию зодчества, сколько по величию бога, которому здесь воздвигнут кумир. Вся внешняя сторона здания блистала искусно сделанными барельефами различных фигур, но безобразно и грубо раскрашенными. Только один вход был во внутренность храма, окружённого двойной оградой… В самом храме стоял большой, превосходящий рост человеческий, кумир, (Свентовита) с четырьмя головами, на стольких же шеях, из которых две выходили из груди и две — к хребту, но так, что из обеих передних и обеих задних голов одна смотрела направо, а другая — налево. Волосы и борода были подстрижены коротко, и в этом, казалось, художник сообразовывался с обыкновением руян. В правой руке кумир держал рог из различных металлов, который каждый год обыкновенно наполнялся вином из рук жреца для гадания о плодородии следующего года; левая рука уподоблялась луку. Верхняя одежда спускалась до берцов, которые составлены были из различных сортов деревьев и так искусно были соединены с коленами, что только при внимательном рассматривании можно было различить фуги. Ноги стояли наравне с землёй, их фундамент сделан был под полом. В небольшом отдалении видны были узда и седло кумира с другими принадлежностями. Рассматривающего более всего поражал меч огромной величины, ножны, чёрен которого, помимо красивых резных форм отличались серебряной отделкой… Кроме того этот бог имел также храмы в многих других местах, управляемые жрецами меньшей важности. Кроме того при нём был конь, совершенно белый, у которого выдернуть волос из гривы или хвоста почиталось нечестием… Святовита символизировали разные знаки, в частности, резные орлы и знамёна, главное из которых называлось Станица… Власть этого небольшого куска полотна была сильнее власти княжеской.
- Снорри Стурлусон (XIII в.), красочно описывая разорение полабскими славянами Конунгахеллы в 1135 году, наделяет «язычников» резко отрицательными чертами, упирая на их вероломство:

Те, кто ещё оставался в живых, решили сдать крепость язычникам и сдаться самим. Это было очень опрометчивое решение, ибо язычники не сдержали слова. Они взяли в плен всех, мужчин, женщин и детей, и убили многих, всех, кто был ранен и слишком молод или кого им было трудно взять c собой. Они взяли всё добро, котороe было в крепости. Они пошли в Церковь Kреста и ограбили её и захватили все её убранство… Они взяли святой крест и увезли c собой. Они взяли также престол, который стоял перед алтарём и который был изготовлен Сигурду конунгу в Стране Греков и привезён им оттуда… Язычники сожгли церковь и все дома, которые были в крепости… 3атем язычники пошли co своей добычей к кораблям и сделали смотр своему войску. Увидев, как велики их потери, они взяли c собой всех пленных и разделили их между кораблями…

## В художественной литературе
- Русский поэт и писатель А. К. Толстой посвятил балтийским славянам романтическую балладу «Боривой» (1870), в основе сюжета которой — вымышленный совместный морской поход ободритов и руян 1147 года, якобы предпринятый последними в ответ на инспирированный католической церковью «Вендский крестовый поход»[22].
- Борьбе балтийских славян с немецкими завоевателями посвящены повести деятеля русского неоязыческого движения Селидора (А. К. Белова) «Аркона» (2003) и «Гривна Святовита» (2006).